# 雨に消えた恋
「雨に消えた恋」（あめにきえたこい）は、1972年12月15日に発売された野口五郎の7枚目のシングルである。

## 収録曲
- 全曲作詞：千家和也／作曲・編曲：筒美京平

1. 雨に消えた恋
2. 愛ゆえに